# Coelacanthus
Coelacanthus — рід вимерлих лопатеперих риб ряду целакантоподібних (Coelacanthiformes). Види роду є близькими до сучасної латимерії. Досягали близько одного метра довжини. Мали довгі лопастоподібні плавці.

## Види
- Coelacanthus banffensis Lambe, 1916
- Coelacanthus evolutus Beltan, 1980
- Coelacanthus gracilis Agassiz, 1844,
- Coelacanthus granulatus Agassiz, 1836
- Coelacanthus harlemensis Winkler, 1871
- Coelacanthus lunzensis Reis, 1900
- Coelacanthus madagascariensis Woodward, 1910
- Coelacanthus minor Agassiz, 1844
- Coelacanthus welleri Eastman, 1908
- Coelacanthus whitea Lehman, 1952

## Ресурси Інтернету
- Coelacanthiformes